# Mobile Bay

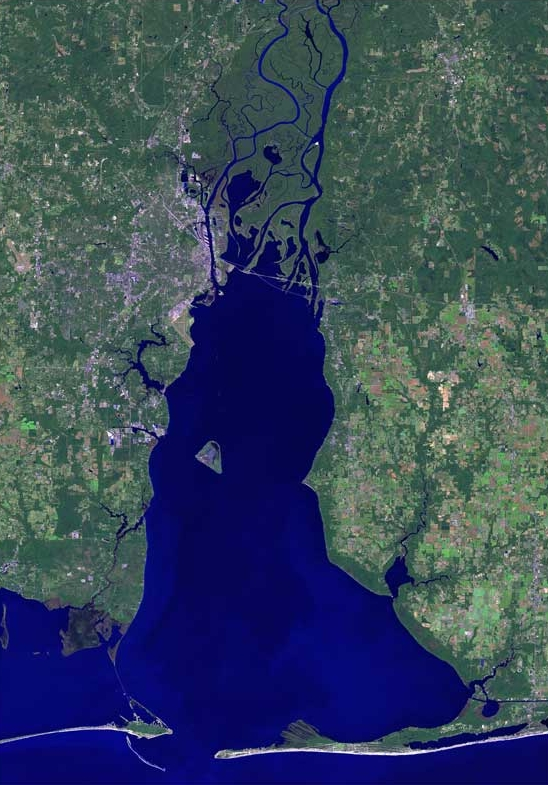
Mobile Bay - imagine din satelit

Mobile Bay este un golf mic în golful Mexic, la nord de gura de vărsare a fluviului Mobile, în sud-vestul statului Alabama, SUA. Are o lungime de 56 km și o lățime de 13–29 km. Este legat de golf printr-un canal săpat între insula Dauphin și Mobile Point. În timpul Războiului Civil American, aici a avut loc Bătălia din golful Mobile.